# 雪蘭莪河

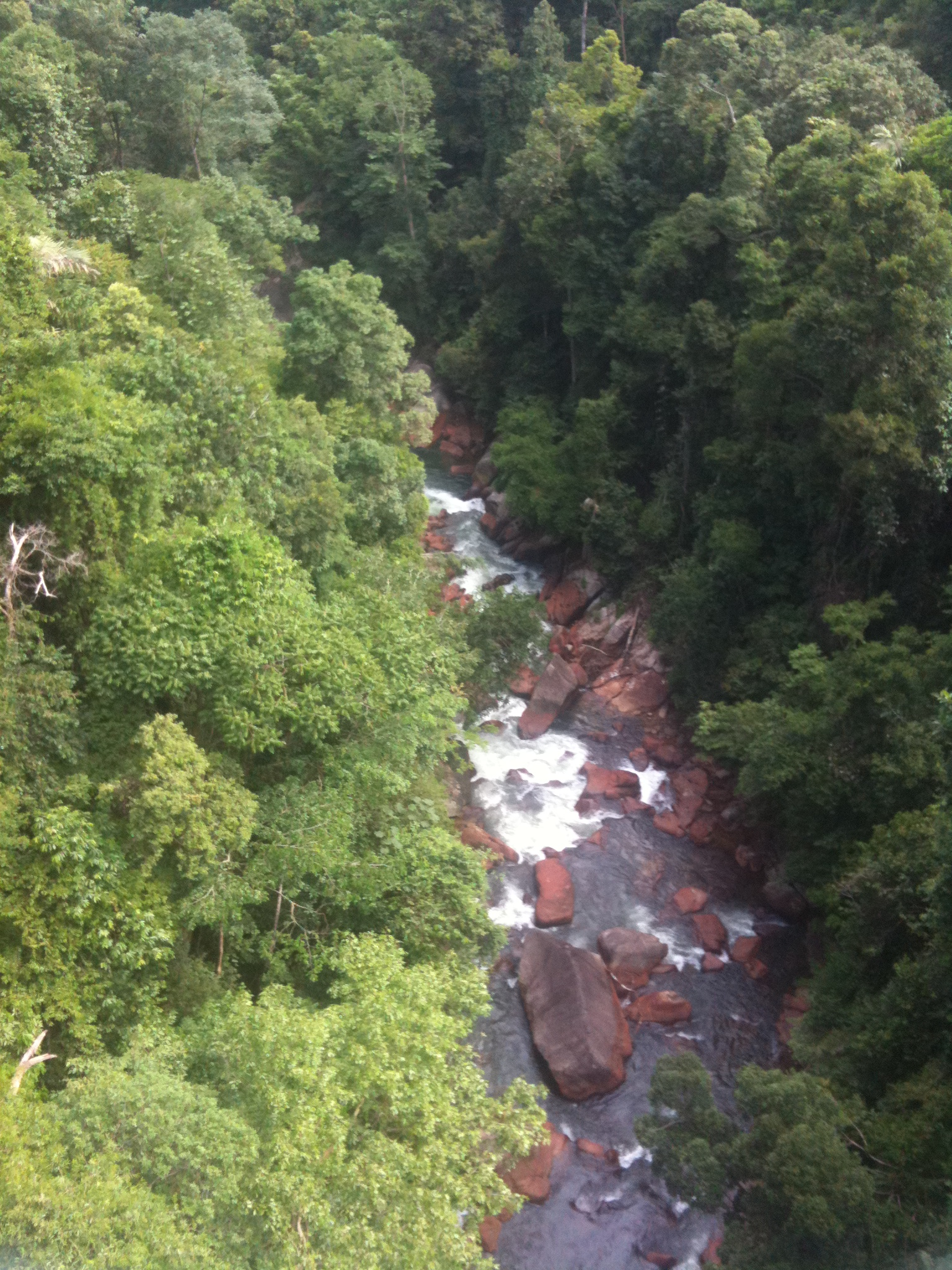
雪蘭莪河河源鳥瞰圖

雪蘭莪河 是馬來西亞雪蘭莪的一條重要河流。它東起雪蘭莪/彭亨蒂蒂旺沙山脈西麓的新古毛，西至瓜拉雪蘭莪注入馬六甲海峽。

## 流經城鎮
- 貝勒達（Peretak）, 烏魯雪蘭莪
- 新古毛
- 老古毛（Ampang Pechah）
- 叻思
- 峇冬加裏
- 武吉柏倫東
- 八丁燕帶 (Batang Berjuntai)
- 瓜拉雪蘭莪